# 貝扎人
貝扎人（阿拉伯语：البجا），另有譯作貝賈，別扎，柏加等，東北非民族之一。他們也是非洲最早期的游牧民族之一。主要分佈在蘇丹東北部地區，部份分佈在厄立特里亞、埃及東南部，以及撒哈拉沙漠等地區。主要以貝扎語為母語，屬於亞非語系。由於受阿拉伯人影響，大多數貝扎人兼通阿拉伯語。貝扎人屬於高加索人種，體型有如下特點：皮膚由棕黃色到深棕色，身高中等（成人約五呎五六吋），頭寬中等，鼻子瘦窄，薄嘴唇。頭髮蜷曲而不絞結，通常為黑色，有時為紅色或金黃色。
“貝扎”一詞，起源於古代阿拉伯文獻，系指蘇丹東部使用亞非語系的部落。羅馬帝國時期，曾被羅馬人稱作布列米斯，而作家魯德亞德·吉卜林則曾經稱哈登多亞部族的人為富吉烏吉（Fuzzy Wuzzy）。

## 歷史
貝扎人是非洲最早的遊牧民族之一。他們古時位於古埃及人之東南，努比亞人之東。約在西元前二七零零年左右，就出現在埃及歷史中，在這時他們就已經過著獨立的畜牧生活。他們顯然是從東北方鄰人，西奈半島及鄰近阿拉伯的閃族學到這種生活方式。

法魯亞和托勒密時代的埃及人，曾在貝扎開發黃金，並有時受到他遊牧人民的侵略。268年到451年間，貝扎甚至在政治上控制一部份上埃及，且在紐比亞有甚大影響。
六世紀時，南部貝扎曾為阿克蘇姆帝國的一部份。
根據阿拉伯學者雅庫比的記載，九世紀時在亞斯文地區與馬薩瓦地區之間存有六個貝扎人王國，它們分別為：巴辛王國、貝爾金王國、賈林王國、納加許王國、奇塔王國與坦其許王國。
14世紀時，伊斯蘭教化後，貝扎人參與伊斯蘭自蘇丹向南的擴張進程。十八世紀時，哈登多亞貝扎部族主導蘇丹東部。
1880年代至1890年代的馬赫迪戰爭中，貝扎人出現分歧，哈登多亞部族支持馬赫迪，反抗英國；而比夏林部族和阿馬拉部族則選擇站在英國一方。 貝尼-阿默爾人則在對抗馬赫迪的戰鬥中，服務於衣索比亞的Ras Alula。

## 民族分布、人口與語言

### 民族分布
貝扎人生活於尼羅河東部、阿特巴拉河與紅海之間的廣大地區。主要分布在蘇丹東北部地區，部份分布在厄利垂亞，埃及東南部，以及撒哈拉沙漠等地區，包含面臨紅海的蘇丹港附近、蘇丹加達里夫州、蘇丹卡薩拉州、厄利垂亞北紅海區、厄利垂亞加什-巴爾卡區、厄利垂亞安塞巴區。

### 人口
目前貝扎人主要分佈在蘇丹、厄利垂亞、埃及三個國家，其中蘇丹貝扎人最多約有2,133,665人；厄利垂亞次之，約有206,650人；埃及最少，只有約200,000人。

### 語言
大多數貝扎人以貝札語為母語，屬於亞非語系庫希特語族貝扎語支（有時又稱作北庫希特語支）。由於受阿拉伯人影響，大多數貝扎人兼通阿拉伯語。
然而有些部族（如貝尼-阿默爾人）則講提格雷語，而大多數哈倫加部族則講一種混合了貝札語和阿拉伯語的混合語。
儘管現在阿拉伯語十分強勢，但現存的貝扎語言使用者並不認為他們的語言正處於瀕危狀態。在貝扎社會中，人們依然會使用貝扎語進行溝通，並且是唯一能在貝扎社會中通用無阻的語言。貝扎語擁有一個社會在背後進行支撐及使用，以維持貝扎語的生存。

## 部族分支

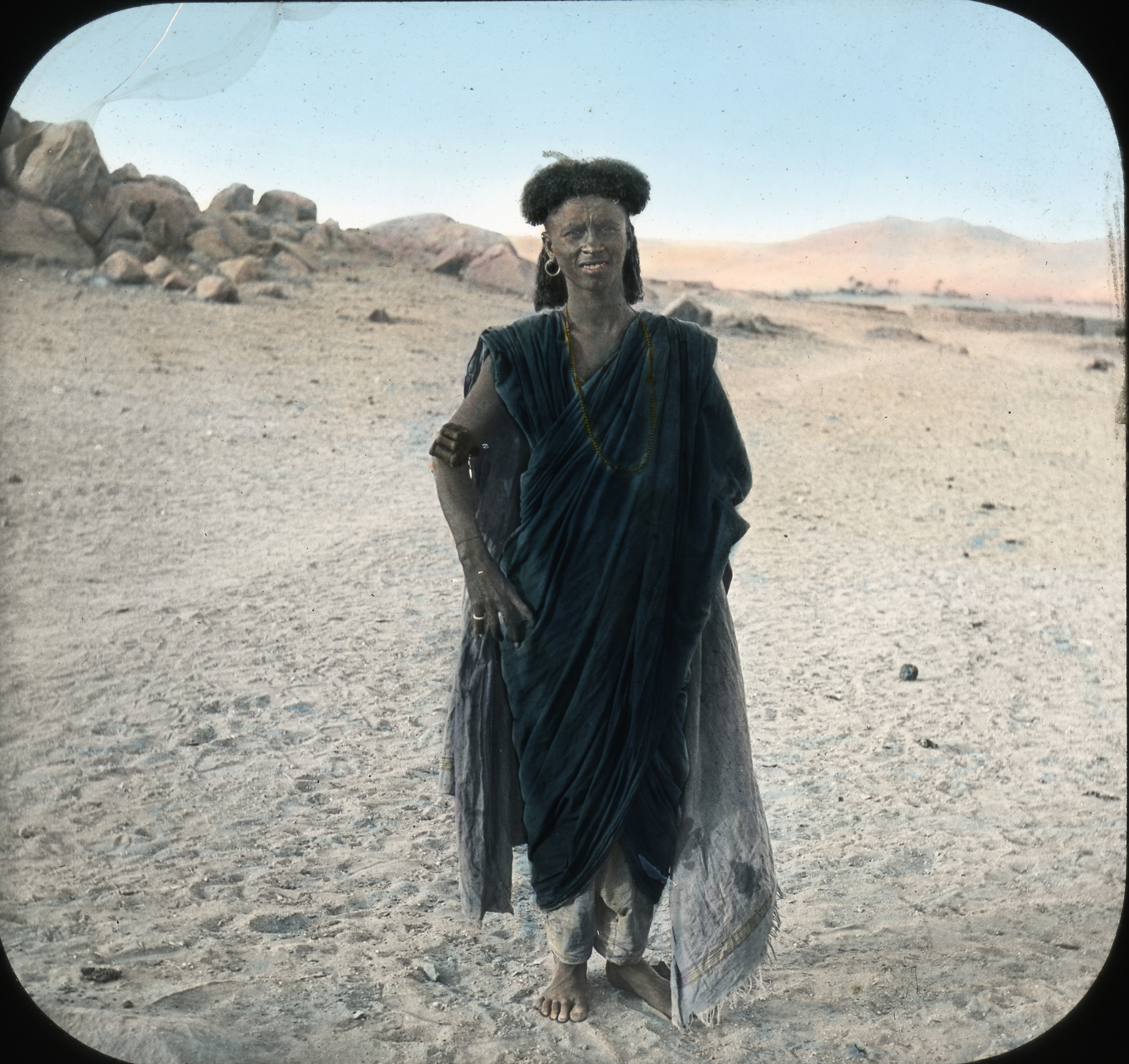
一個比夏林部族男人，攝於埃及

貝扎人主要分為七個部族：比夏林、赫達瑞布、哈登多亞（或稱哈登多瓦）、阿馬拉、貝尼-阿默爾、哈倫加與哈姆蘭，其中在東部混合了部分貝都因人的血統。
而在G·P·穆爾多克（G.P.Murdock）的《非洲之人種與文化史》一書中則把貝扎人分為七個部落，其中包括有一個中部庫希特部落比倫，一種閃族人提格雷，原因是他們都已經採用了鄰近貝扎的畜牧習慣:
- 阿巴布達（Ababda）與奇雷賈布（Qireijab）沿岸漁人：已與阿拉伯混合，大部份都已拋棄原來的庫希特語言。
- 阿馬拉(Amarar/Amarer)
- 阿默爾（Amer/Beni Amer）：一部份採用了鄰近提格雷人的閃族語言，或講兩種語言。
- 比夏林（Bisharin/Besarirn/Bisariab）：包括阿特拜（Atbai）、阿特巴拉（Atbara）及其他小部落。
- 比倫[需要解释]：或稱波哥（Bogo）、貝倫（Belen）、貝倫尼（Bileni），約半數為基督徒，他們講一種中庫希特語言。
- 哈登多亞（Hadendoa/Hadendowa/Hendawa）與哈倫加(Halenga)
- 提格雷(Tigre)：又稱提格萊（Tigrai），包括有哈巴布（Habab）、馬里亞（Maria、Marea），穆沙（Meusa、Mausa）及其他支部落。

## 社會、家庭與婚姻

### 社會
通常貝扎人會由一個族長委員會管理一股遊牧人的事務。除此，每支部落或整個部落會有一名酋長，他的權力有限，通常是因為年紀大而被推選，或從一個特權血族選出。酋長沒有正式的年齡分等，但男孩需割包皮，女孩需切陰蒂。
北方部落有相對平等的社會制度，他們沒有奴隸，也不承認貴族階級。但阿默爾、波哥及提格雷則擁有世襲的奴隸，奴隸的來源主要是戰爭俘虜與來自外國的買賣；其他人民則被分成少數的貴族和多數的農奴階級，可能相互通婚。每個農奴對主人有很多義務，例如在提格雷，奴隸每年須呈獻糧穀和啤酒，每周若干牛奶，交納所有屠殺獸類的一部分肉，並當地主家裡有人逝世時必須繳一頭牛作喪禮。他也會從主人那裡接受若干禮物和服務，但這並不構成全部互惠。當一名農奴婦女結婚時，她便須聽從丈夫的主人管轄。農奴不能買賣，但他們也不能獲得自由。如果受虐待，他們也只能向主人血族組成的委員會申訴，另換一家主人。

### 家庭
沒有大家庭形式，但所有部落都有一種環節式（Segmentary）的社會組織，以父系為主，但有亂婚血族，斯瓦希利及血族。哈登多瓦的表親稱謂採愛斯基摩式，提格雷則採細分式。
各地住居制都採父系，但真正的貝扎人則規定初期一至三年為母系居住制，通常還有新娘服務。
貝扎人雖然是父系社會，但女性有特別的地位和威信。如個人或家庭之間發生鬥毆，只要有成年婦女走上前去席地而坐，並摘下頭巾，歐鬥的雙方就會自動放下武器終止鬥毆。

### 婚姻
所有部落都採伊斯蘭教習俗，與叔父或伯父的女兒結婚。且都需要大量牲畜作聘禮。部落允許一夫多妻，但實際上僅有富人可做到，且習俗規定姐妹不得嫁於一夫。習俗上准許孀婦嫁給兄弟。
整個婚姻有訂婚與結婚兩個階段。訂婚主要是定付彩禮，彩禮的種類與數量由女方母親確定，待男方付足彩禮後，便可舉行婚禮。婚禮前，男方還需向女方及其親人贈送各種禮物。婚禮歷時一周，在新娘家舉行。婚後新郎住在新娘家，新娘要由其母親繼續在娘家教養一至兩年，然後才由新郎接回去住。貝扎人的洞房大都是用木樁和繩子搭成的帳篷，裡面用鴕鳥毛、蛋、貝殼等裝飾。新婚夫婦的床用棗椰柄搭成，通常用羊皮袋塞草做枕頭，丈夫的枕頭放在東邊，妻子的枕頭放在西邊。如果枕頭的位置有變動，表明夫妻之間的感情不合。如果雙方不能共同生活時，妻子就拆掉帳篷，帶回娘家，此後，除非自願，否則她是不輕易回到丈夫身邊的。

### 社會風氣

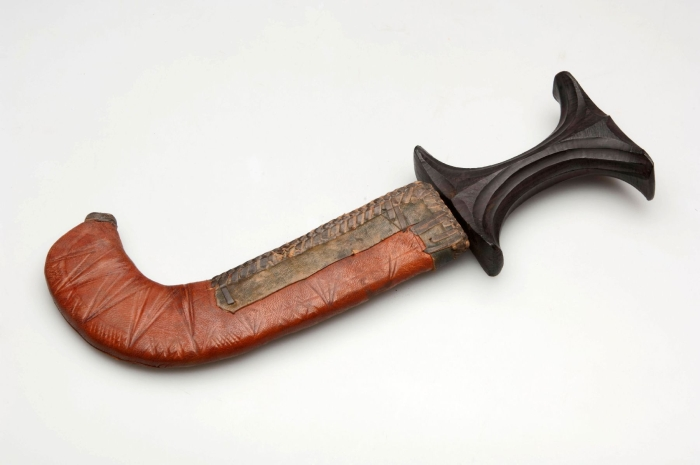
來自埃及的貝扎匕首

貝扎人天性勇武，不畏強權。據說每個貝扎男人都佩有鋒利的寶劍，夜晚枕劍而臥，只要聽到一聲呼喊，他們就會一躍而起，執劍在手。傳說貝扎人始祖為一名來自阿拉伯半島的勇士，因此十分強悍勇武。
在貝扎人心中，劍是十分重要的，毎個貝扎男人都會隨身攜帶一把劍，甚至劍代表了一個貝扎男人的身份地位高低。如果有人沒有攜帶著劍，他會遭受到其他人的嘲笑。
即使是現在，在蘇丹港的德木阿拉伯市集(Deim Arab Market)，一個貝扎人經常光顧的市場，人們幾乎見不到有人身上是沒有劍的。

## 產業與生活

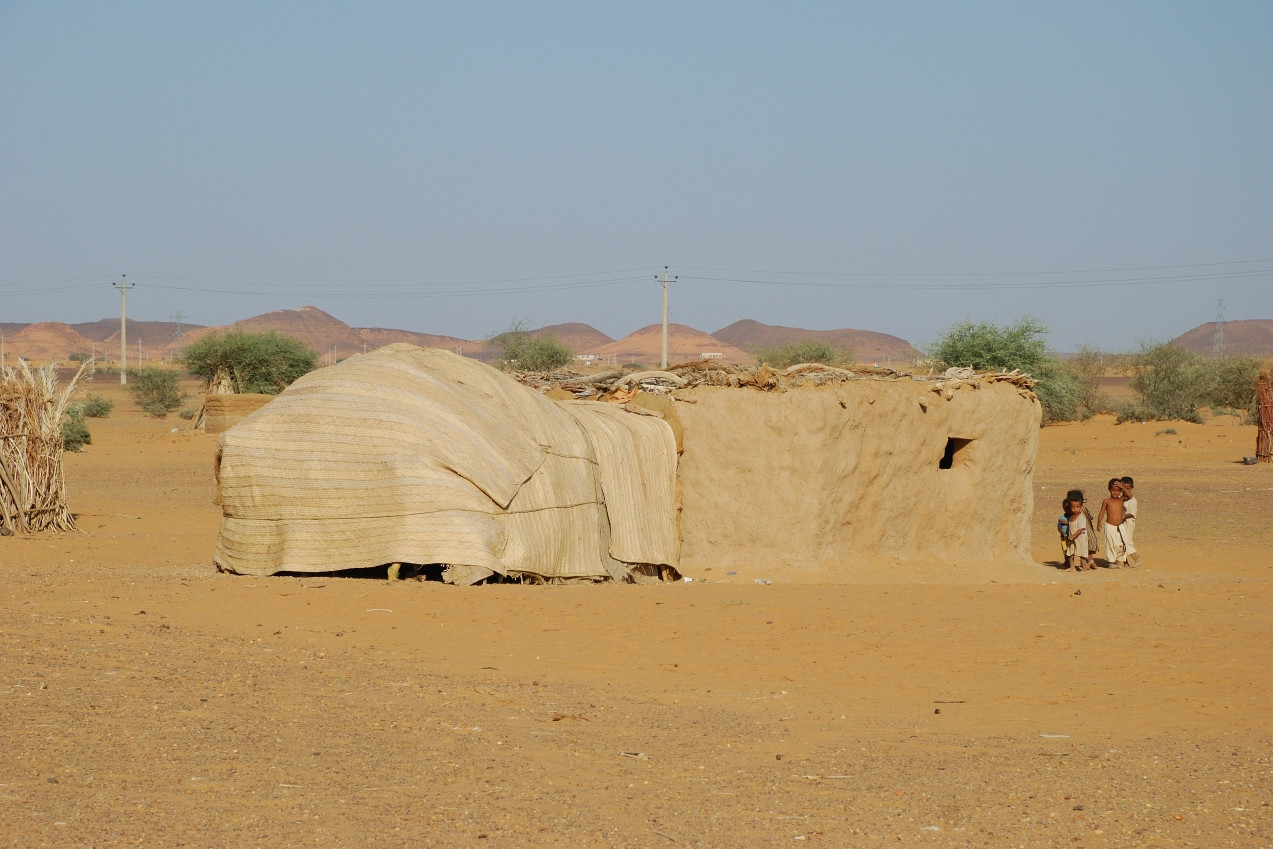
貝扎人居住的長方形帳蓬，用柱子支成，上面覆蓋著草或棕櫚葉蓆

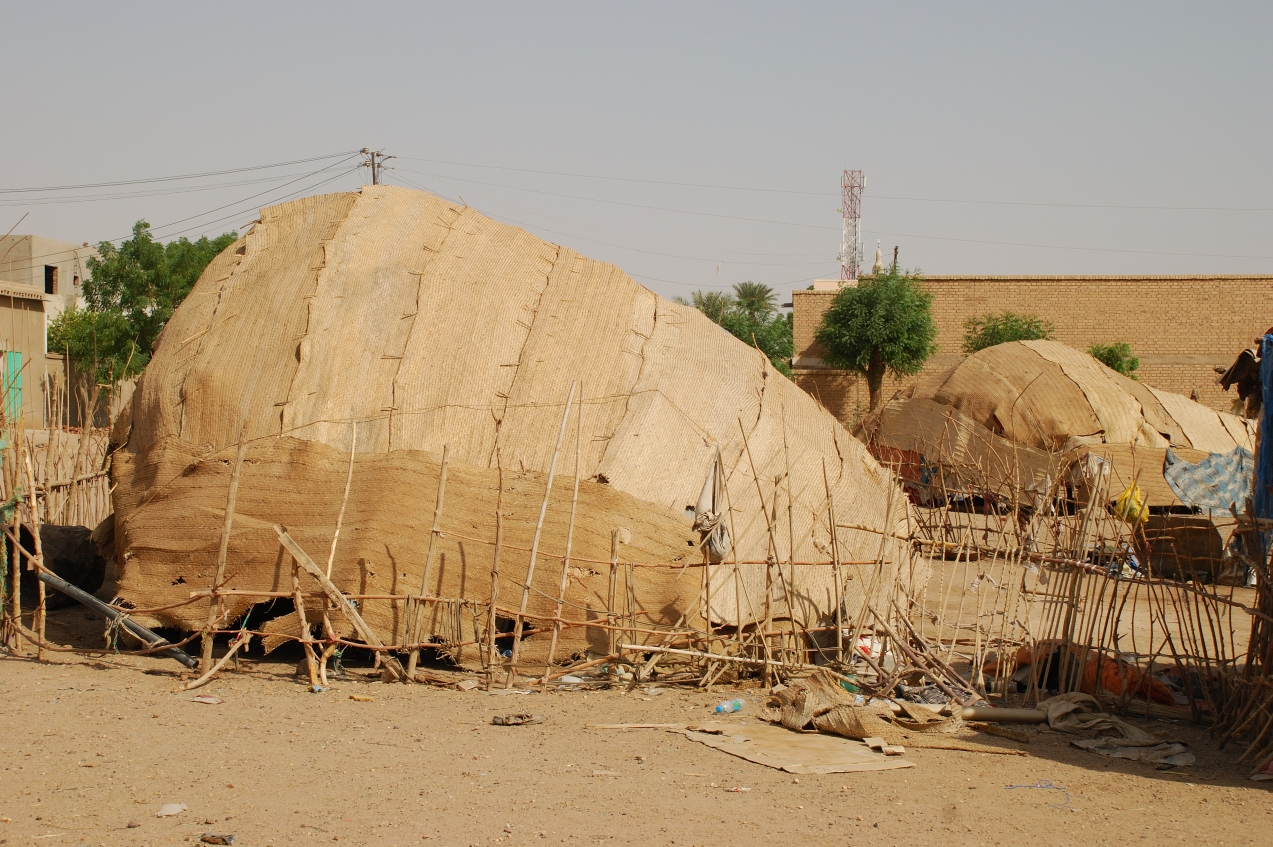
半圓形窩棚，波哥人(Bogo)、提格雷人和若干阿默爾人會居住在裡面，蓋草或蓆頂

### 產業
貝扎人在農業和牧業方面幾乎同等重要。從有歷史以來，貝扎人一直都過著畜牧經濟生活，甚至到今天。除紅海沿岸幾個孤立部落外，貝扎人打獵和採集活動極少，對捕魚有禁忌，而農業則只限於在適當地方種一些玉米。他們的生活幾乎完全依賴獸奶、黃油和肉類，他們畜養著大群綿羊和山羊，以及南部的貝扎人會畜養牛群；北部會畜養駱駝。他們從一世紀起才開始養駱駝。各地貝扎人會畜養馬、驢、狗、貓和雞。男人從事畜牧和擠奶，婦女耕種極其有限的一些農地，而且婦女不能擠奶。

### 生活
貝扎人趕著他們的牧畜，以小股部落形式遊牧谷地，有時候終年遊牧，有時候僅在半定居期間。他們住在用柱子支成的長方形帳蓬裡，上面覆蓋著草或棕櫚葉蓆，每個帳蓬住一個核心家庭。
波哥、提格雷和若干阿默爾人通常住在半圓形窩棚裡，蓋草或蓆頂，或住在草屋裡。

## 信仰
大多數貝扎人信仰伊斯蘭教，公元七世紀左右也曾經接受基督教。1150年至1300年間，貝渣人就皈依伊斯蘭教遜尼派，直至今日。
雖然貝扎人信仰伊斯蘭教，但非嚴格的伊斯蘭，而是民間伊斯蘭（folk Islam）的信仰。

## 藝術與文學

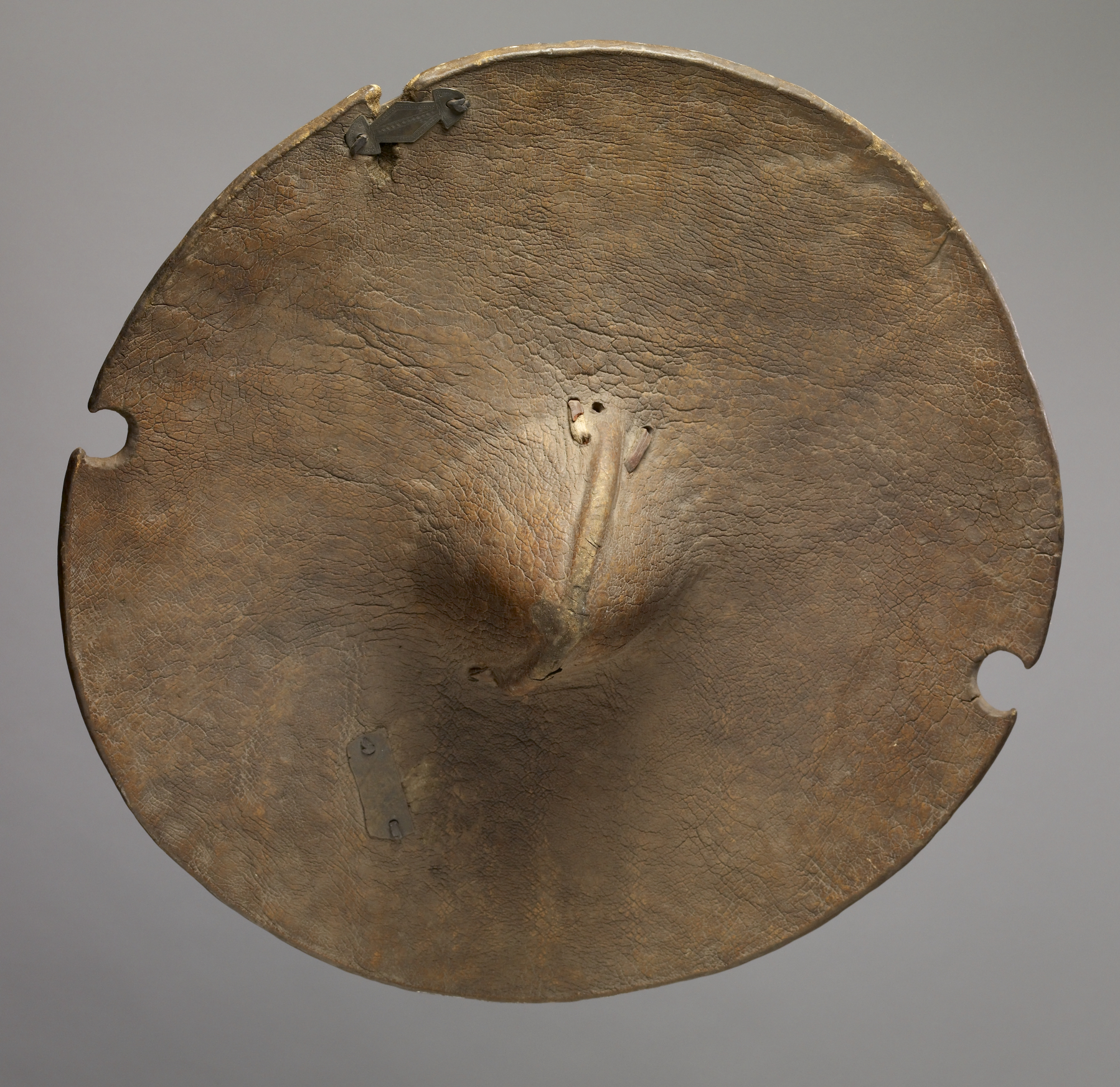
這是一個利用獸皮製成的貝扎盾。該盾製造於20世紀，目前收藏在 華特斯美術館.

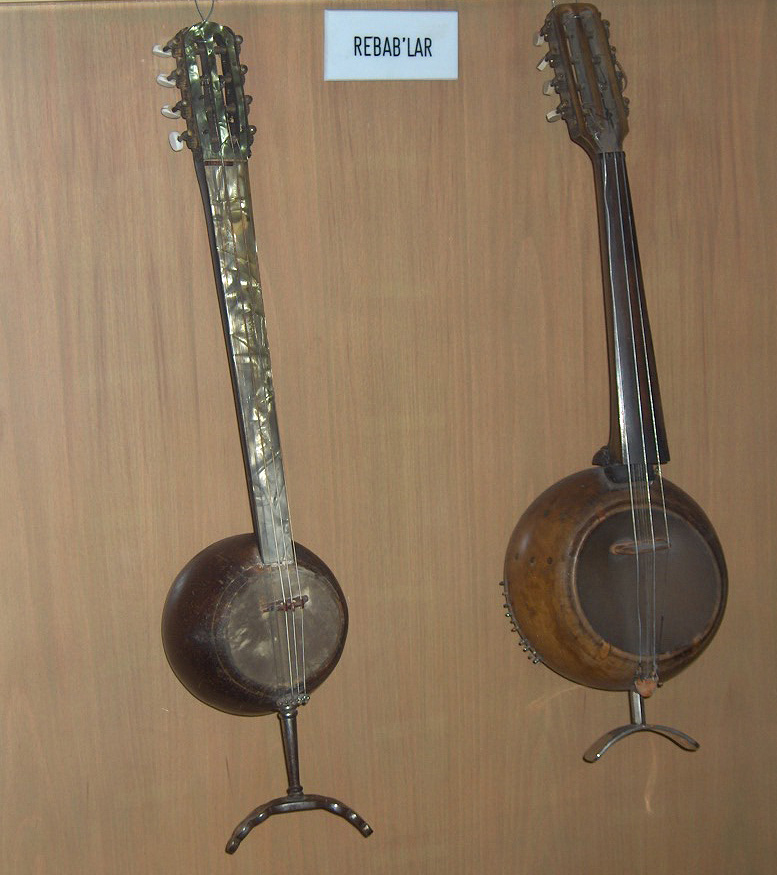
拉巴卜，貝扎人喜歡的樂器，類似於吉他，也是許多阿拉伯民族會使用的樂器。

### 藝術
右圖則為現代一面利用獸皮製成的貝扎盾，目前收藏在華特斯美術館，主要材料為犀牛皮或是河馬皮。貝扎人強悍勇武，常用貝扎盾作防具抵禦敵人進攻。

### 音樂
貝扎人喜歡唱歌，演奏樂器，尤其是拉巴卜(薩敦二弦琴)。拉巴卜，類似於吉他，也是許多阿拉伯民族會使用的樂器。因為貝扎人是著名的駝牧民，所以最流行的歌曲主題就是駱駝，同時也有許多歌曲形容女子的美麗，或表達嚮往一個特殊的地方，如村莊、一座山，不錯的牧場。

### 劍舞
貝扎人天性勇武，男人通常擁有自己的劍，可以用來作為武器或在慶典中表演特殊的禮儀舞蹈。例如是婚禮，割禮儀式。當貝扎人跳劍舞時，其身姿通常是優美的，劍要靈活地與身體相互配合。

## 現況

### 貝扎大會
貝扎大會成立於1952年。目的在於向喀土木政府追求區域自治權力，以應對長期以來權力遭當地政府忽視的問題。然而卻一直未能取得實際成效，於是在二十世紀九十年代加入蘇丹全國民主聯盟，企圖以武裝反抗方式達到目的，並有效地控制了部份蘇丹東部中心，大約為 Garoura與Hamshkoraib一帶。
貝扎大會於1999至2003年年間曾數次破壞通往蘇丹港的石油管道。
2003年，他們拒絕了蘇丹政府與蘇丹人民解放軍之間的和平協定，並在2004年1月與蘇丹解放運動結盟。
2006年10月與蘇丹政府簽署和平協定。
然而，在2010年4月大選中貝扎大會並未於喀土穆國民議會贏得任何一個席位。他們憤怒地指責選舉舞弊，蘇丹政府並未履行和平協定。於是在2011年10月舉他們決定退出和平協定，並與苏丹革命阵线結盟。

## 著名人士
- Osman Digna（英语：Osman Digna）：著名軍官，曾參戰於馬赫迪戰爭中。

## 外部連結
- Beja People
- The Beja Congress （页面存档备份，存于）
- Fighting erupts in Eastern Sudan （页面存档备份，存于）
- The National Movement for Eastern Sudan - NMES
- Meet the Beja（页面存档备份，存于）